# Північний Ілокос
Північний Ілокос (ілок.: Amianan nga Ilocos, Ilocos Norte; таг.: Hilagang Ilocos) — провінція Філіппін, в регіоні Ілокос на північному заході острова Лусон. Адміністративним центром є місто Лаоаг. На сході Північний Ілокос межує з провінціями Кагаян і Апаяо, на південному сході — з провінцією Абра, на південному заході — з провінцією Південний Ілокос. На заході омивається Південнокитайським морем, на півночі — Лусонською протокою.
Площа провінції становить 3 468 км2. Згідно перепису 2015 року населення провінції становило 593 081 особу. Адміністративно поділяється на 21 муніципалітет та 2 незалежних міста. Більшість населення католики. Популярною є також Філіппінська незалежна церква.
Північний Ілокос є однією з найбагатших провінцій на Філіппінах. Найпоширенішими галузями економіки є сільське господарство (рис, кукурудза, часник, бобові, тютюн, фрукти та овочі), рибальство, тваринництво (свинарство та велика рогата худоба), ремісництво (ткацтво, меблі, кераміка, вироби з металу), виробництво та переробка продуктів харчування, вітрова енергетика, туризм.